# Ангоянское сельское поселение
Се́льское поселе́ние «Ангоянское» (бур. Ангоянай hомон) — муниципальное образование в Северо-Байкальском районе Бурятии Российской Федерации.
Административный центр — посёлок Ангоя.

## История
Статус и границы сельского поселения установлены Законом Республики Бурятия от 31 декабря 2004 года № 985-III «Об установлении границ, образовании и наделении статусом муниципальных образований в Республике Бурятия»

## Население
| 2002 | 2011 | 2012 | 2013 | 2014 | 2015 | 2016 |
| ---- | ---- | ---- | ---- | ---- | ---- | ---- |
| 716  | ↘661 | ↗662 | ↘659 | ↗661 | ↗673 | ↘651 |
| 2017 | 2018 | 2019 | 2020 | 2021 | 2023 | 2024 |
| ↘638 | ↘627 | ↘615 | ↘601 | ↘562 | ↘541 | ↘524 |
| 2025 |      |      |      |      |      |      |
| ↘512 |      |      |      |      |      |      |

## Состав сельского поселения
| № | Населённый пункт | Тип населённого пункта          | Население |
| - | ---------------- | ------------------------------- | --------- |
| 1 | Ангоя            | посёлок, административный центр | ↘524      |